# Zbigniew Penherski
Zbigniew Penherski (ur. 26 stycznia 1935 w Warszawie, zm. 4 lutego 2019 tamże) – polski kompozytor.

## Życiorys
W latach 1955–1956 studiował kompozycję pod kierunkiem Stefana Bolesława Poradowskiego w Państwowej Wyższej Szkole Muzycznej w Poznaniu, a od 1956 do 1959 również kompozycję w klasie Tadeusza Szeligowskiego w Państwowej Wyższej Szkole Muzycznej w Warszawie. Następnie na tej samej uczelni studiował dyrygenturę u Bohdana Wodiczki w latach 1960–1963. W 1969 jako stypendysta rządu holenderskiego studiował w Instytucie Sonologii Uniwersytetu w Utrechcie.

## Nagrody i wyróżnienia
(na podstawie materiałów źródłowych)

### Nagrody branżowe
- 1960 – zwycięstwo w Konkursie Młodych Związku Kompozytorów Polskich w Warszawie, za Ostinata
- 1964 – zwycięstwo w Konkursie Kompozytorskim im. Grzegorza Fitelberga w Katowicach, za Musica humana
- 1966 – zwycięstwo w Konkursie Kompozytorskim im. Artura Malawskiego w Krakowie, za Kroniki mazurskie
- 1982 – nagroda Prezesa Rady Ministrów za twórczość dla dzieci i młodzieży
- 2001 – wyróżnienie Międzynarodowej Trybuny Kompozytorów UNESCO za Muzyczkę na koniec wieku
- 2015 – Srebrny Medal „Zasłużony Kulturze Gloria Artis”[4]
- 2015 – Doroczna Nagroda Związku Kompozytorów Polskich[5]

## Honorowe obywatelstwa
- 1965 – miasta Ruse (Bułgaria)
- 1966 – miasta Kragujevac (Jugosławia)
- 1980 – miasta Ho Chi Minh (Wietnam)

## Twórczość
Muzyka Penherskiego wyrasta z doświadczeń europejskiej awangardy postserialnej i sonoryzmu lat 60. Jedną z jego pryncypialnych zasad jest nadrzędność formy wyrażana poprzez zagęszczanie brzmienia, progresje quasi-melodyczne, diminucje rytmiczne itp., które w połączeniu z sonorystycznym materiałem pozwalają osiągnąć pożądany efekt dramaturgiczny. Bardzo ważnym elementem techniki dźwiękowej Penherskiego jest rytm, polirytmia i politemporalność, wymagające niejednokrotnie wprowadzenia do utworu metronomów, jak w Kwartecie instrumentalnym lub w utworze String Play.
Penherski komponuje głównie utwory orkiestrowe, kameralne, radiowe oraz opery. Do najważniejszych kompozycji należy zaliczyć Musica humana (1963), Muzyka uliczna (1966), opery: Zmierzch Peryna (1972) i Edgar – syn Wałpora (1982), Kroniki mazurskie II na ork.symfoniczną i taśmę magnetofonową (1973), String Play na ork. smyczkową (1980), Kroniki szkockie na ork. symfoniczną (1987), Muzyczka na koniec wieku na flet prosty, dwie perkusje, organy i taśmę magnetofonową (1999), Mała litania smyczkowa na orkiestrę smyczkową (2002), Małe kroniki smyczkowe na orkiestrę smyczkową (2005).

## Wybrane kompozycje
(na podstawie materiałów źródłowych)
|  | - Dwie kołysanki na mezzosopran i fortepian (1955) - Trzy pieśni na sopran i fortepian (1955) - Cztery preludia na fortepian (1956) - Sąd nad Samsonem opera radiowa (1967) - 3M-H1 na taśmę (1969) - Incantationi I dla 6 perkusistów (1972) - Zmierzch Peryna, opera (1972) - Anamnesis na orkiestrę symfoniczną (1975) - Symfonia radiowa dla dwóch wykonawców na taśmę (1975) - String Play na orkiestrę smyczkową (1980) - Edgar syn Wałpora, opera (1982) - Jeux parties na saksofon i perkusję (1984) - Kroniki szkockie na orkiestrę symfoniczną (1987) - Wyspa róż, opera kameralna (1989) - Trzy pieśni dziecięce na 2- lub 3-głosowy chór (1990) - Sygnały na orkiestrę symfoniczną (1992) - Sygnały II na orkiestrę (1995) - Intrada na orkiestrę symfoniczną (1995) | - Trzy łatwe utwory na fortepian (1997) - Liryczny walc na dzwonki uliczne, flet, 3 trąbki i 2 perkusje (1998) - Scherzino na dzwonki uliczne, flet, klarnet, 3 trąbki i 2 perkusje (1998) - Toccata na klarnet, puzon, wiolonczelę i fortepian (1998) - Muzyczka na koniec wieku na flet prosty, organy dwie perkusje i taśmę (1999) - X-Play na orkiestrę 30 fletów (1999) - Let cellos play na 8 wiolonczel (1999) - Mała suita w staromodnym stylu na kameralną orkiestrę smyczkową (1999, 2007) - Cantus II na chór mieszany a cappella (2000) - Marszyk na fortepian na 4 ręce (2000) - Impressions on a Theme of B-A-C-H na fortepian (2000) - Taniec na 3 flety proste (2001) - Mała litania smyczkowa na kameralną orkiestrę smyczkową (2002) - Cztery psalmy na chór mieszany a cappella (2005) - Małe kroniki smyczkowe na orkiestrę smyczkową(2005) - Mała symfonia „Jesienna” (2006) - Cztery utwory bez słów na chór mieszany a cappella (2014) - Mała litania II na orkiestrę kameralną (2016) |